# Stanford (Kalifornija)
Stanford je naseljeno područje za statističke svrhe u američkoj saveznoj državi Kalifornija. Prema popisu stanovništva iz 2010. u njemu je živjelo 13.809 stanovnika.